# Chassagne (Waadt)

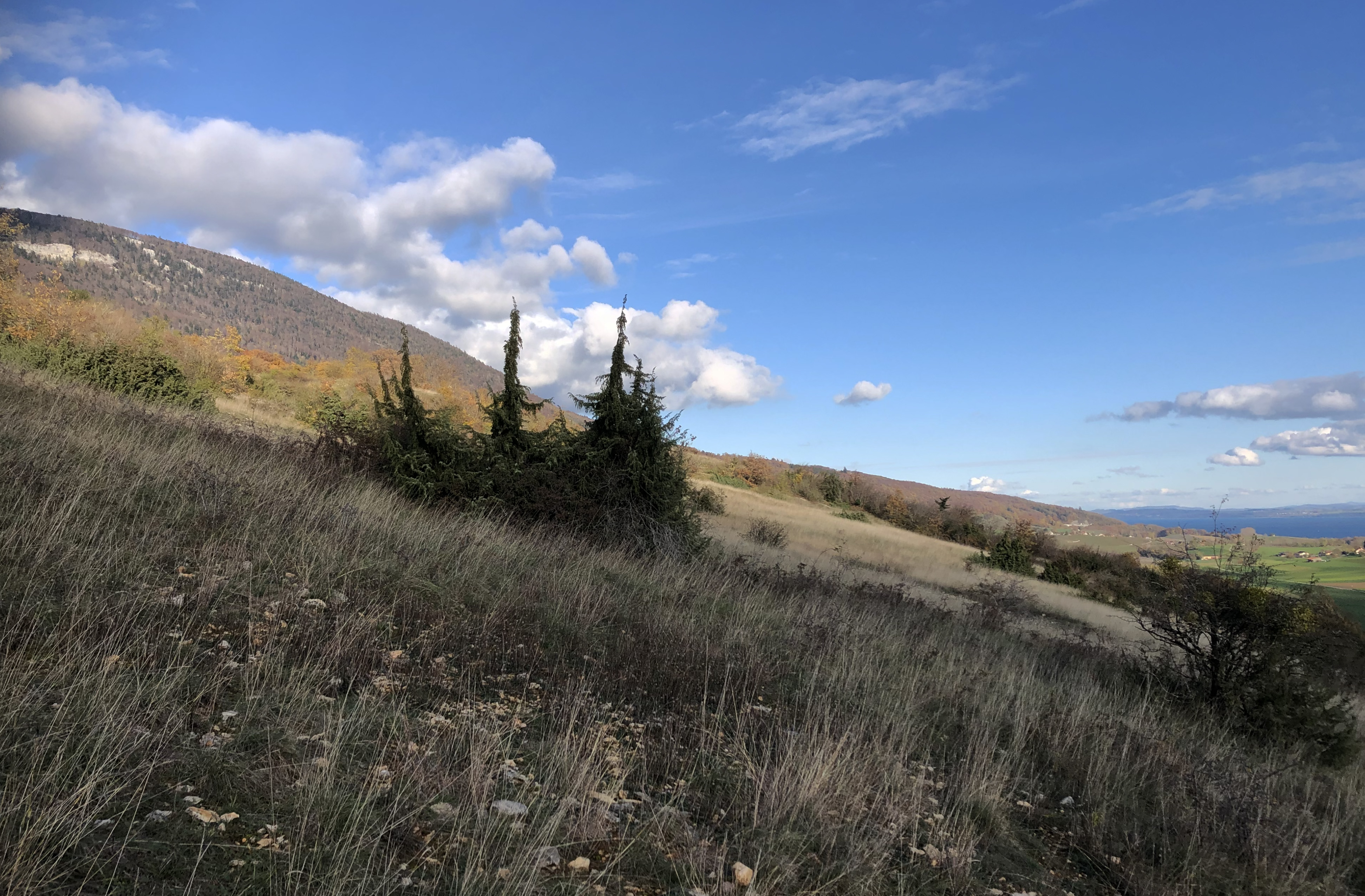
Die Chassagne am Jurahang

Die Chassagne ist ein Areal am Südhang des Juras in der Westschweiz, das als seltenes Trockenbiotop im Bundesinventar der Landschaften und Naturdenkmäler von nationaler Bedeutung (BLN) und im Bundesinventar der Trockenwiesen und -weiden von nationaler Bedeutung (TWW) aufgeführt wird. Die vom Inventarwerk definierte Fläche des Naturschutzgebiets liegt in den Gemeinden Bonvillars und Onnens im Kanton Waadt.

## Geografie
Das geschützte Areal der Chassagne hat eine Fläche von 86 Hektaren. Es befindet sich im unteren Bereich des Südhangs am Mont Aubert und an der ersten Jura-Antiklinale nordwestlich des Neuenburgersees. Die Zone liegt am Jurasüdfuss. Der östliche Teil auf dem Gebiet der Gemeinde Onnens umfasst eine Fläche von 45 Hektaren in einer steil ansteigenden offenen Landschaft oberhalb des Rebbergs beim Weiler La Galilée und über der Autobahn A 5. Das Gebiet ist bergseits von Wäldern umgeben und bildet eine weite, trockene Landschaft mit vielen Gebüsch- und Baumgruppen. Das Gebiet ist von der Oberfläche schräggestellter Gesteinsschichten aus der Kreidezeit gebildet und läuft gegen oben an einer Erosionskante südlich des Gehöfts La Coudre aus. In diesem kleinen Tal sind Mergelschichten der Hauterivezeit freigelegt.
Der westliche, etwa 5 Hektaren grosse Abschnitt auf dem Gebiet der Gemeinde Bonvillars wird von einer ähnlichen ansteigenden Felsplatte gebildet, die nördlich des Waldes beim Hofgut Tivoli liegt und sich bis zur Hangterrasse von Champs de Ville hinaufzieht. Diese Fläche weist in ihrer Mitte etwas grössere Waldgruppen auf. Die Bergstrasse Route de Fontanezier durchquert das Gebiet.
Auf den gleichmässig ansteigenden Bergflanken hat sich nach der letzten Eiszeit nur eine geringe, nährstoffarme Humusschicht bilden können. An vielen Stellen liegt der Kalkuntergrund offen an der Oberfläche und ist vom Niederschlagswasser ausgewaschen. Auf dem teilweise wasserdurchlässigen, gegen Südosten ausgerichteten Hang des Kalkgebirges herrscht ein sehr trockenes, mediterranes Klima, weshalb sich auf der Chassagne eine seltene Lebensgemeinschaft von trockenheitsliebenden Pflanzen herausbildete. Nur an den Rändern wird das Gebiet stellenweise für eine extensive Landwirtschaft genutzt. Die Prairiefläche dient gelegentlich als Weide für Schafe; dadurch wird das Gras kurz gehalten, die Verbuschung eingeschränkt und die Waldbrandgefahr vermindert, die Tritte der Weidetiere nutzen allerdings die kümmerliche Humusschicht stark ab und verursachen Erosionsschäden.
In einigen Bereichen ist die Fläche von Findlingen und Gesteinen aus den Alpen übersät. Es sind Überreste ehemaliger Moränen des Rhonegletschers aus der letzten Eiszeit.

## Flora und Fauna
Das seltene, weitläufige Trockensteppenbiotop mit Bereichen von Kalk-Pionierrasen ist in der Schweiz von nationaler Bedeutung.
Die Chassagne ist geprägt von Trockenrasen, Sträuchern, kleinen Gebüschgruppen, einzeln stehenden Eichen und Wald. An das offene Gebiet der Chassagne grenzen trockene Hangmischwälder mit einem grossen Bestand von Eichen an, in denen zudem verschiedene Arten wie Hasel, Rotbuche, Schneeball und Hartriegel vorkommen. Auch auf der Grasfläche stehen eher kleinwüchsige Eichen. Im Gebiet sind die Traubeneiche und die Flaumeiche vertreten. Vom vorromanischen Namen des Eichenwaldes – cassania – ist denn auch der Flurname Chassagne abgeleitet, gerade so wie die gleichlautenden Ortsnamen mehrerer Gemeinden in Frankreich (vgl. Chassagne).
Die an den Waldrändern angesiedelten Gebüschgruppen bestehen unter anderem aus Liguster, Weissdorn, Felsenkirsche, Vogelkirsche, Berberitze und Brombeeren. Auf der offenen Felsenplatte kommen in den Grasflächen vereinzelt und in Gruppen verschiedene, an trockene Berghänge gut angepasste Sträucher vor, besonders Wacholder, Schlehdorn und Wildrosen.
Die Artenvielfalt des wertvollen Trockengebiets mit vielen Blütenpflanzen und die darin heimische Tierwelt, besonders Insekten, Reptilien und Vögel, sind schon mehrmals wissenschaftlich untersucht worden. Die botanischen Verzeichnisse wiesen rund 300 Pflanzenarten nach. Das Gebiet ist unter anderem einer der seltenen Standorte des Walliser Schillergrases.
Die Chassagne gilt zudem als gutes Vogelbeobachtungsgebiet.

## Schutzziele
Gemäss dem Zweck des Bundesinventars der Landschaften und Naturdenkmäler von nationaler Bedeutung sind für das BLN-Gebiet 1014 Chassagne mehrere Schutzziele definiert worden:
- Erhaltung der gemischten Naturlandschaft
- Erhaltung der geologischen Landschaftsstrukturen
- Erhaltung der Trockenrasenflächen und Gebüschgruppen
- Erhaltung der Waldsäume